# Le Morne Brabant
Le Morne Brabant je poluotok na najjužnijem zapadnom dijelu otoka Mauricijusa kojim dominira golema bazaltna stijena visine 556 metara, čineći ovaj krajolik najznamenitijim na cijelom otoku. Vrh stijene je gotovo ravan i ima površinu od 12 hekatara. Također, na njezinim liticama postoje brojni otvori i plitke špilje, dok je okružena plitkom lagunom koja je velika turistička atrakcija. Le Morne Brabant uživa jedinstvenu mikroklimu, zbog čega je jedno od tri posljednja utočišta jedne od najrjeđih biljaka na svijetu, mandrinete (Hibiscus fragilis), ali i drugih endema kao što je Trochetia boutoniana.

## Naselje
Na sjevernom kraju poluotoka postoji naselje privatnih vila, Morcellement Cambier. Njihovi posjedi čine zajednicu koja ima jedinstven pogled na lagunu i nije otvorena posjetiteljima.

## Povijest
Stijena Le Mornea je postala poznata u 19. stoljeću kao sklonište odbjeglih robova (poznati kao "maruni" od španj. cimarrón što znači "brđani") dovedenih na Mauricijus iz raznih krajeva svijeta kao što su: Afrika, Madagaskar, Indija i Jugoistočna Azija. Strme i šumovite litice su im pružale sigurno utočište, a na njezinom vrhu su napravili malo drveno naselje koje je bilo poznato kao "Marunska republika". Nakon što je robovlasništvo zabranjeno u Britanskom carstvu, policija je 1. veljače 1835. god. došla do Le Mornea da izvijesti skrivene robove kako su sada slobodni ljudi. No, prestravljeni robovi nisu razumjeli poslanike i bacili su se sa stijene kako bi izbjegli ropstvo. Od tada, ovaj datum mauricijski kreoli obilježavaju kao Godišnjicu ukidanja ropstva.
Stijena Le Morne je u usmenoj predaji na Mauricijusu postala simbolom borbe robova za slobodu i njihove žrtve i zbog toga je njezin kultivirani krajolik upisan na UNESCO-ov popis mjesta svjetske baštine u Africi.

## Ostali projekti
|  | Zajednički poslužitelj ima još gradiva o temi Le Morne Brabant |